# Buonanotte sognatori
Buonanotte sognatori, pubblicato il 14 maggio 2013 distribuito da Universal Music Italia, è il secondo album di inediti della cantautrice italiana Federica Camba.

## Il disco
Il disco è composto da dodici tracce registrate nel 2013.
Il disco è anticipato da un primo singolo pubblicato il 22 marzo 2013, intitolato Baciami tu e dal secondo singolo pubblicato il 2 maggio 2013.
Il 14 maggio 2013 esce l'album e il 20 settembre 2013 esce il terzo singolo intitolato L'amore.
L'8 aprile 2013 esce il video del primo singolo intitolato Baciami tu, il cui video è per la regia di Luca Tartaglia.
Il 12 giugno 2013 esce il video del secondo singolo intitolato La mia mano, il cui video è sempre per la regia di Luca Tartaglia.

## Tracce
1. Baciami tu – 3:32 (Federica Camba, Daniele Coro)
2. Una cosa grande – 3:58 (Federica Camba, Daniele Coro)
3. Quanto amore hai – 4:15 (Federica Camba, Daniele Coro)
4. La mia mano – 3:30 (Federica Camba, Daniele Coro)
5. Nina – 3:52 (Federica Camba)
6. Vivere vivere – 3:46 (Federica Camba, Daniele Coro)
7. Piccola – 4:10 (Federica Camba, Daniele Coro)
8. Libera – 4:02 (Federica Camba, Daniele Coro)
9. L'amore – 4:17 (Federica Camba, Daniele Coro)
10. Penso a te – 3:34 (Federica Camba, Daniele Coro)
11. Non conta niente – 3:52 (Federica Camba, Daniele Coro)
12. Buonanotte sognatori – 1:36 (Federica Camba, Daniele Coro)

## Formazione
- Federica Camba - voce